# Europees kampioenschap volleybal mannen 2015
Het Europees kampioenschap volleybal mannen 2015 werd van 9 tot en met 18 oktober 2015 georganiseerd in Bulgarije en Italië. Frankrijk won de finale van Slovenië.

## Opzet
De top-6 van het vorige EK plaatsten zich rechtstreeks voor het toernooi in 2015. Bulgarije en Italië waren als gastlanden al gekwalificeerd. Daar kwamen nog negen landen bij die zich via kwalificatietoernooien voor dit EK hadden gekwalificeerd. In de eerste ronde werden de zestien deelnemende ploegen onderverdeeld in vier groepen. De winnaar van elke groep ging door naar de kwartfinale en de nummers twee en drie naar de play-off voor de resterende vier plekken in de kwartfinale.

## Kandidaten
De volgende duo's hadden zich kandidaat gesteld voor de organisatie:
- Bulgarije &  Italië
- Estland &  Finland

## Gekwalificeerde teams
| Gastlanden       | Via EK 2013                               | Groepswinnaars                                       | Via play-off               |
| ---------------- | ----------------------------------------- | ---------------------------------------------------- | -------------------------- |
| Bulgarije Italië | België Duitsland Frankrijk Rusland Servië | Finland Kroatië Polen Slowakije Tsjechië Wit-Rusland | Estland Nederland Slovenië |

## Speelsteden
- Varna
- Sofia
- Turijn
- Busto Arsizio

## Eindtoernooi

### Groepsfase

#### Groep A
De wedstrijden in groep A werden gespeeld in Sofia in de Arena Armeec.
|      |           |     | Wedstrijden | Wedstrijden | Sets | Sets | Sets |
| Rank | Team      | Pts | W           | L           | W    | L    |      |
| ---- | --------- | --- | ----------- | ----------- | ---- | ---- | ---- |
| 1    | Bulgarije | 7   | 3           | 0           | 9    | 5    |      |
| 2    | Nederland | 6   | 2           | 1           | 8    | 6    |      |
| 3    | Duitsland | 4   | 1           | 2           | 5    | 6    |      |
| 4    | Tsjechië  | 1   | 0           | 3           | 3    | 9    |      |

#### Groep B
De wedstrijden in groep B werden gespeeld in Turijn in de Palavela.
|      |           |     | Wedstrijden | Wedstrijden | Sets | Sets | Sets |
| Rank | Team      | Pts | W           | L           | W    | L    |      |
| ---- | --------- | --- | ----------- | ----------- | ---- | ---- | ---- |
| 1    | Frankrijk | 8   | 3           | 0           | 9    | 3    |      |
| 2    | Italië    | 7   | 2           | 1           | 8    | 3    |      |
| 3    | Estland   | 3   | 1           | 2           | 4    | 6    |      |
| 4    | Kroatië   | 0   | 0           | 3           | 0    | 9    |      |

#### Groep C
De wedstrijden in groep C werden gespeeld in Varna in het plaatselijke sportpaleis.
|      |             |     | Wedstrijden | Wedstrijden | Sets | Sets | Sets |
| Rank | Team        | Pts | W           | L           | W    | L    |      |
| ---- | ----------- | --- | ----------- | ----------- | ---- | ---- | ---- |
| 1    | Polen       | 9   | 3           | 0           | 9    | 1    |      |
| 2    | België      | 6   | 2           | 1           | 6    | 4    |      |
| 3    | Slovenië    | 3   | 1           | 2           | 5    | 6    |      |
| 4    | Wit-Rusland | 0   | 0           | 3           | 0    | 9    |      |

#### Groep D
De wedstrijden in groep D werden gespeeld in Busto Arsizio in het plaatselijke sportpaleis.
|      |           |     | Wedstrijden | Wedstrijden | Sets | Sets | Sets |
| Rank | Team      | Pts | W           | L           | W    | L    |      |
| ---- | --------- | --- | ----------- | ----------- | ---- | ---- | ---- |
| 1    | Rusland   | 9   | 3           | 0           | 9    | 1    |      |
| 2    | Servië    | 5   | 2           | 1           | 7    | 5    |      |
| 3    | Finland   | 3   | 1           | 2           | 3    | 6    |      |
| 4    | Slowakije | 1   | 0           | 3           | 2    | 9    |      |

## Kampioenschapsronde

### Play-offs
| Datum           | Plaats        |           | Score |           | Set 1 | Set 2 | Set 3 | Set 4 | Set 5 | Totaal |
| --------------- | ------------- | --------- | ----- | --------- | ----- | ----- | ----- | ----- | ----- | ------ |
| 13 oktober 2015 | Sofia         | Nederland | 0 – 3 | Slovenië  | 16–25 | 19–25 | 22–25 | –     | –     | 57–75  |
| 13 oktober 2015 | Busto Arsizio | Italië    | 3 – 0 | Finland   | 25–19 | 25–16 | 25–22 | –     | –     | 75–57  |
| 13 oktober 2015 | Sofia         | België    | 0 – 3 | Duitsland | 16–25 | 29–31 | 17–25 | –     | –     | 62–81  |
| 13 oktober 2015 | Busto Arsizio | Servië    | 3 – 2 | Estland   | 21–25 | 14–25 | 25–8  | 25–22 | 15–13 | 100–93 |

### Kwartfinale
| Datum           | Plaats        |           | Score |           | Set 1 | Set 2 | Set 3 | Set 4 | Set 5 | Totaal  |
| --------------- | ------------- | --------- | ----- | --------- | ----- | ----- | ----- | ----- | ----- | ------- |
| 14 oktober 2015 | Sofia         | Bulgarije | 3 – 0 | Duitsland | 25–19 | 25–23 | 25–23 | –     | –     | 75–65   |
| 14 oktober 2015 | Busto Arsizio | Frankrijk | 3 – 1 | Servië    | 25–22 | 25–23 | 14–25 | 25–20 | –     | 89–90   |
| 14 oktober 2015 | Sofia         | Polen     | 2 – 3 | Slovenië  | 17–25 | 19–25 | 25–23 | 25–19 | 14–16 | 100–108 |
| 14 oktober 2015 | Busto Arsizio | Rusland   | 0 – 3 | Italië    | 20–25 | 19–25 | 19–25 | –     | –     | 58–75   |

### Halve finale
| Datum           | Plaats |           | Score |           | Set 1 | Set 2 | Set 3 | Set 4 | Set 5 | Totaal  |
| --------------- | ------ | --------- | ----- | --------- | ----- | ----- | ----- | ----- | ----- | ------- |
| 17 oktober 2015 | Sofia  | Bulgarije | 2 – 3 | Frankrijk | 25–18 | 25–22 | 24–26 | 21–25 | 12–15 | 107–106 |
| 17 oktober 2015 | Sofia  | Slovenië  | 3 – 1 | Italië    | 25–13 | 23–25 | 25–20 | 25–20 | –     | 98–78   |

### Om de derde plaats
| Datum           | Plaats |           | Score |        | Set 1 | Set 2 | Set 3 | Set 4 | Set 5 | Totaal |
| --------------- | ------ | --------- | ----- | ------ | ----- | ----- | ----- | ----- | ----- | ------ |
| 18 oktober 2015 | Sofia  | Bulgarije | 1 – 3 | Italië | 20–25 | 14–25 | 25–23 | 20–25 | –     | 79–98  |

### Finale
| Datum           | Plaats |           | Score |          | Set 1 | Set 2 | Set 3 | Set 4 | Set 5 | Totaal |
| --------------- | ------ | --------- | ----- | -------- | ----- | ----- | ----- | ----- | ----- | ------ |
| 18 oktober 2015 | Sofia  | Frankrijk | 3 – 0 | Slovenië | 25–19 | 29–27 | 29–27 | –     | –     | 83–73  |